# تخم پرنده

نمودار یک تخم پرنده

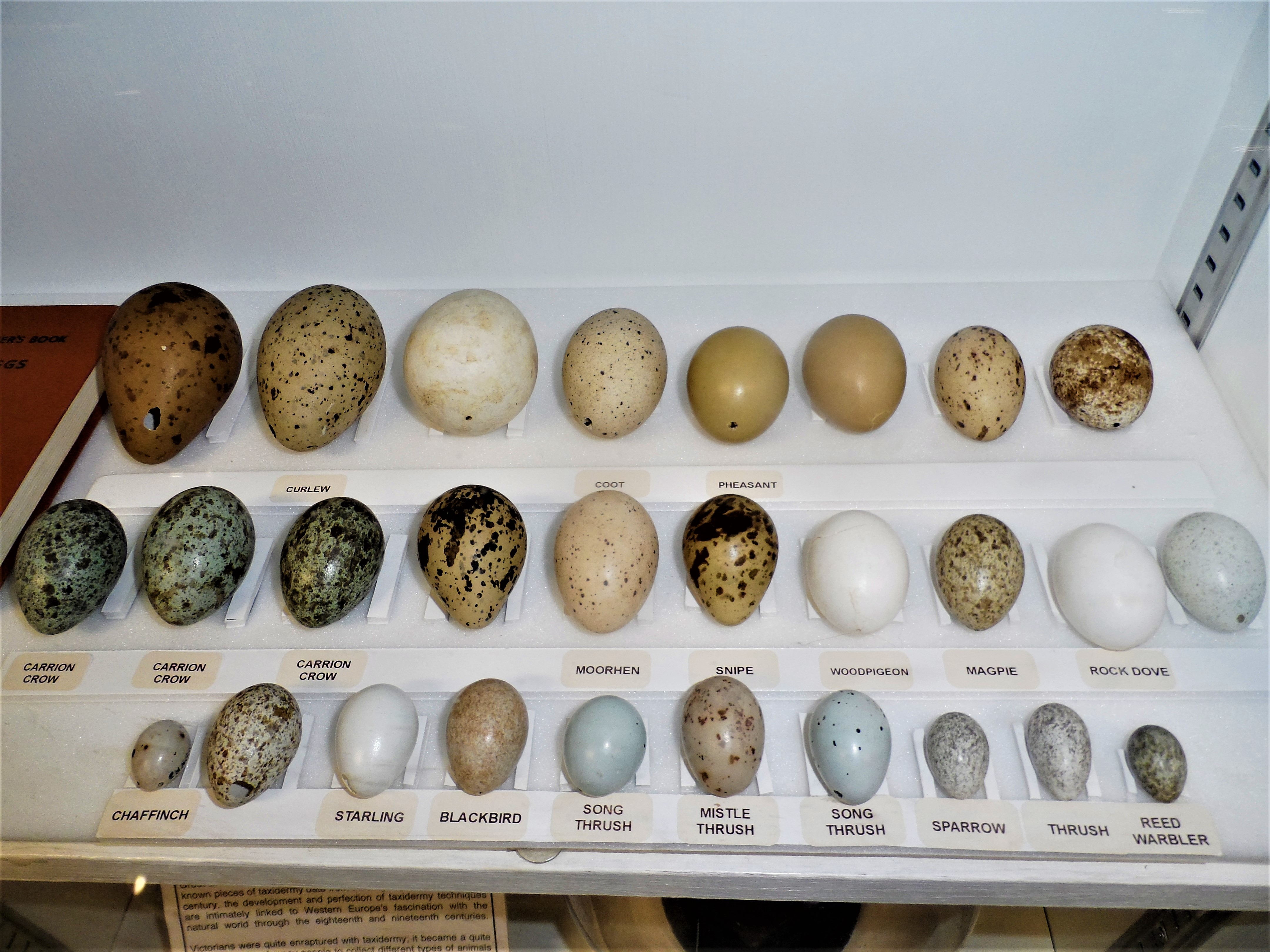
تخم‌های مختلف با برچسب (موزه جانورشناسی کالج ترینیتی، دوبلین)

تخم پرندگان توسط ماده‌ها گذاشته می‌شود و تعداد آنها از یک (مانند کندورها) تا هفده (کبک چیل) متغیر است. اندازه دسته‌تخم ممکن است از نظر عرض جغرافیایی در یک گونه متفاوت باشد. برخی از پرندگان حتی زمانی که تخم‌ها بارور نشده‌اند تخم می‌گذارند. این نامعمول نیست که صاحبان حیوانات خانگی پرندگان تنها را روی دسته‌ای از تخم‌های نابارور که گاهی به آنها تخم باد می‌گویند، لانه‌سازی می‌کند.

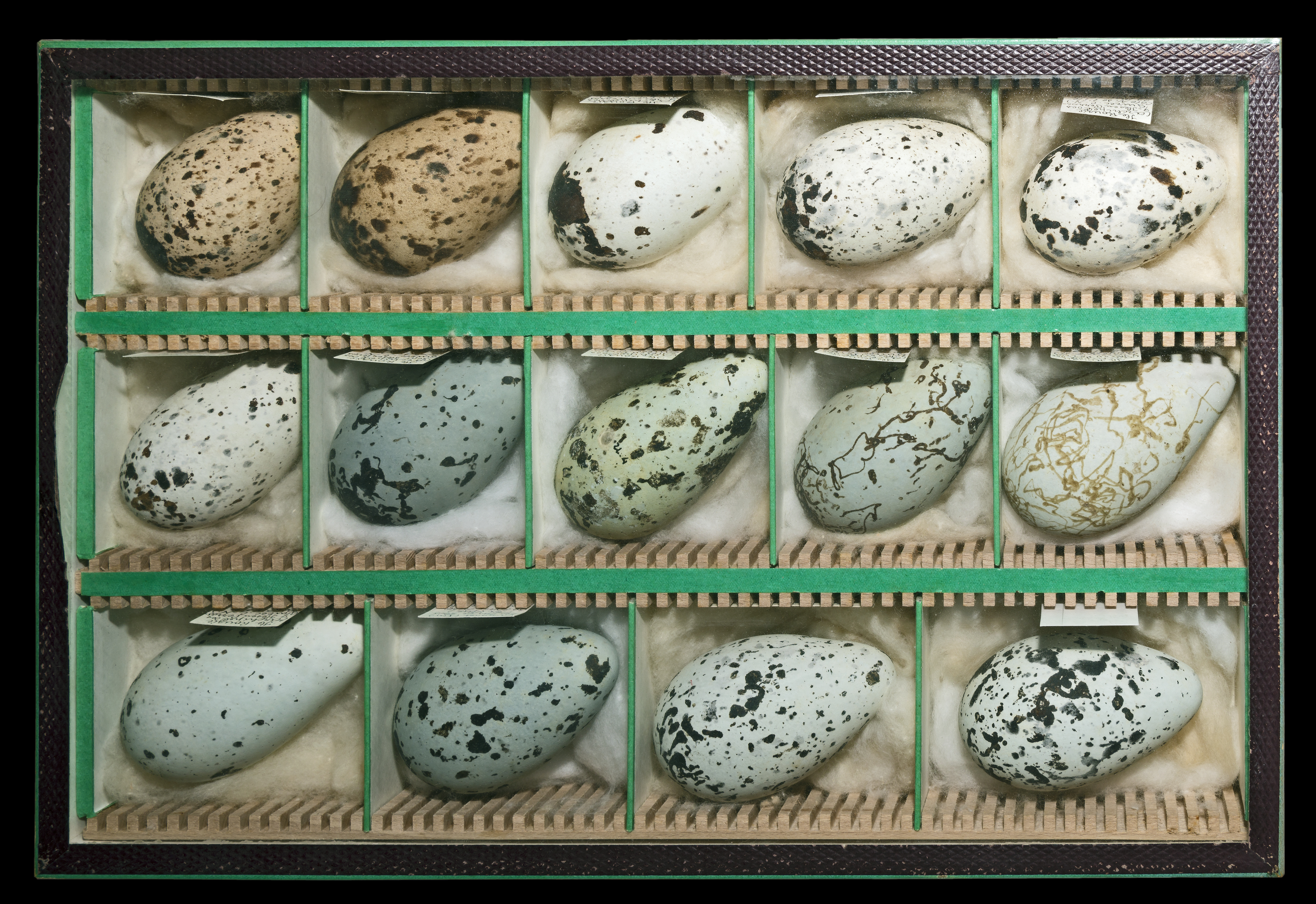
تخم گیلموت

## پوسته
پوسته تخم پرندگان متنوع است. مثلا:
- تخم باکلان زبر و گچی است
- تخم‌های وشم درخشان هستند
- تخم مرغابی‌ها روغنی و ضدآب است
- تخم‌های شترمرغ شاخدار به شدت سوراخ‌دار هستند

سوراخ ریز در پوسته تخم به جنین اجازه تنفس می‌دهد. تخم مرغ خانگی حدود ۷۵۰۰ منافذ دارد.

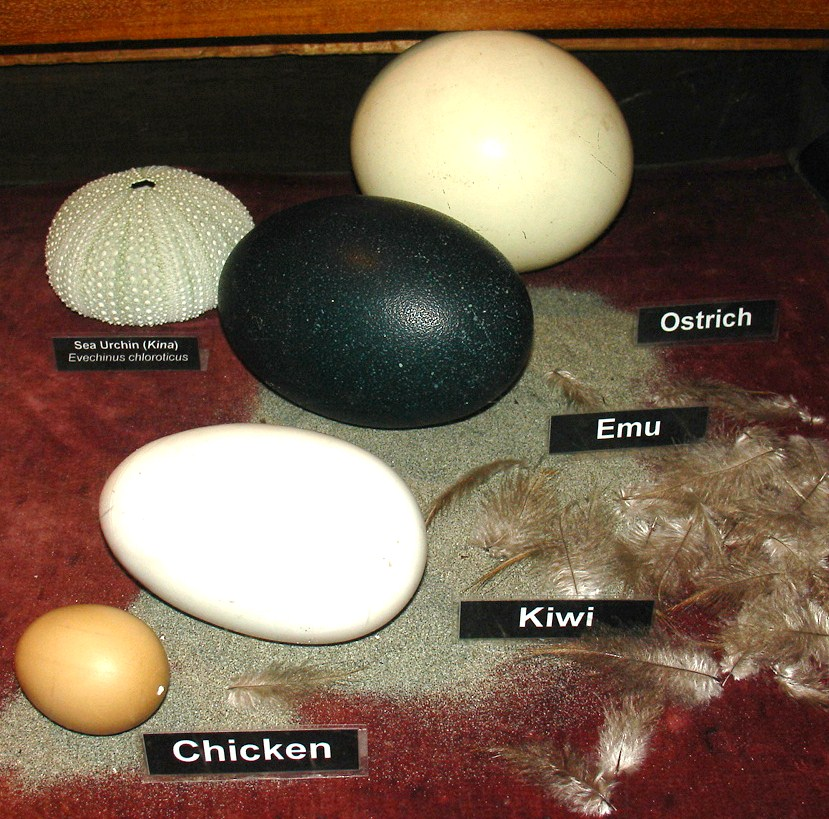
تخم: شترمرغ آفریقایی، شترمرغ استرالیایی، کیوی و مرغ

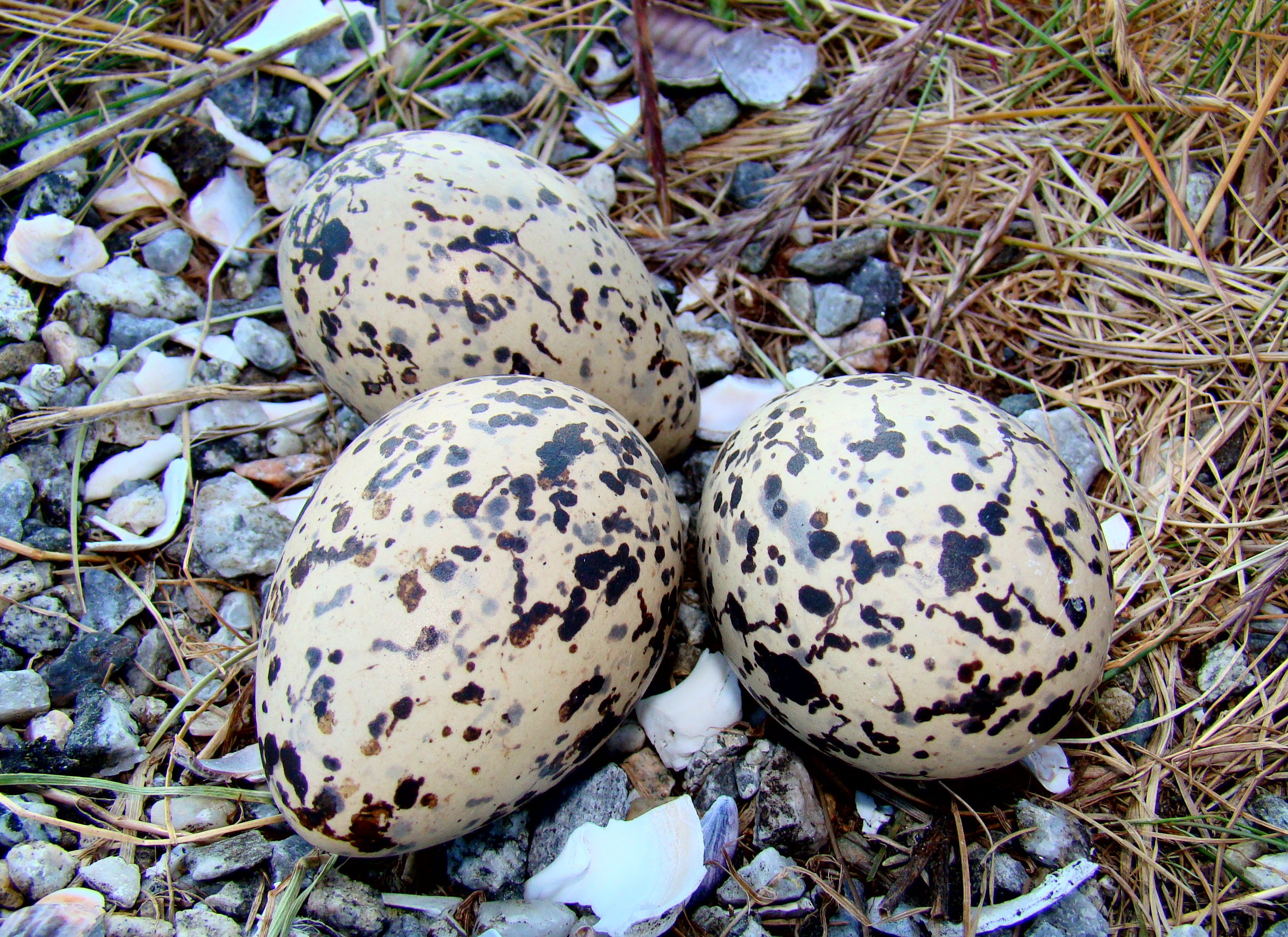
تخم‌های صدف‌خوار اوراسیایی که در لانه استتار شده‌اند

بسیاری از جانوران از تخم تغذیه می‌کنند. برای مثال، شکارچیان اصلی تخم‌های صدف‌خوار سیاه عبارتند از راکون، اسکانک، راسوی سیاه، سمورهای رودخانه‌ای و دریایی، کاکاییها، کلاغ‌ها و روباه‌ها. قاقم (Mustela erminea) و راسوی دم‌دراز (Neogale frenata) تخم مرغابی‌ها را می‌دزدند. تخم شترمرغ در برابر بسیاری از شکارچیان از خدنگ و کرکس کوچک گرفته تا کفتار آسیب‌پذیر است. مارهایی از جنس Dasypeltis و Elachistodon در خوردن تخم تخصص دارند. انسان‌ها پیشینهٔ طولانی در خوردن تخم پرندگان وحشی و پرورش پرندگان برای تخم‌مرغه‌ای پرورشی برای مصرف غذایی دارند.
انگل زادآوری در پرندگان زمانی رخ می‌دهد که گونه‌ای تخم‌های خود را در لانه گونه دیگر بگذارد. در برخی موارد، تخم‌های میزبان توسط ماده جداشده یا خورده می‌شود یا توسط جوجه او بیرون می‌رود. انگل‌های زادآوری شامل گاومرغ، عسل‌یاب و بسیاری از کوکوهای جهان قدیم هستند.